# Færøske lagtingsmedlemmer 2002-2004
Der var 32 medlemmer af Lagtinget på Færøerne mellem lagtingsvalgene 2002 og 2004.

## Faste medlemmer
Her regnes med alle valgte medlemmer, samt suppleanter for medlemmer af Færøernes regering ved næste lagtingsvalg.
| Navn                  | Parti                | Valgkreds      | Bemærkninger                               |
| --------------------- | -------------------- | -------------- | ------------------------------------------ |
| Alfred Olsen          | Sambandsflokkurin    | Eysturoy       |                                            |
| Andrias Petersen      | Javnaðarflokkurin    | Eysturoy       |                                            |
| Anfinn Kallsberg      | Fólkaflokkurin       | Norðoyar       | Lagmand i 2002–2004. Jákup Mikkelsen mødte |
| Annita á Fríðriksmørk | Tjóðveldisflokkurin  | Suðurstreymoy  | Minister i 2003. Finnur Helmsdal mødte     |
| Bárður Nielsen        | Sambandsflokkurin    | Norðurstreymoy |                                            |
| Bjarni Djurholm       | Fólkaflokkurin       | Suðurstreymoy  | Minister i 2002–2004. Poul Michelsen mødte |
| Edmund Joensen        | Sambandsflokkurin    | Eysturoy       | Lagtingsformand i 2002–2004                |
| Gerhard Lognberg      | Javnaðarflokkurin    | Sandoy         |                                            |
| Heðin Mortensen       | Sambandsflokkurin    | Suðurstreymoy  |                                            |
| Heðin Zachariasen     | Fólkaflokkurin       | Norðurstreymoy |                                            |
| Heini O. Heinesen     | Tjóðveldisflokkurin  | Norðoyar       |                                            |
| Henrik Old            | Javnaðarflokkurin    | Suðuroy        |                                            |
| Hergeir Nielsen       | Tjóðveldisflokkurin  | Suðuroy        |                                            |
| Høgni Hoydal          | Tjóðveldisflokkurin  | Suðurstreymoy  | Minister i 2002–2003. Jógvan Arge mødte    |
| Jenis av Rana         | Miðflokkurin         | Suðurstreymoy  |                                            |
| Jóannes Eidesgaard    | Javnaðarflokkurin    | Suðuroy        |                                            |
| Jógvan á Lakjuni      | Fólkaflokkurin       | Eysturoy       |                                            |
| Jógvan við Keldu      | Fólkaflokkurin       | Norðoyar       |                                            |
| Johan Dahl            | Sambandsflokkurin    | Suðuroy        |                                            |
| Jørgen Niclasen       | Fólkaflokkurin       | Vágar          | Minister i 2002–2003. Jóanis Nielsen mødte |
| Kaj Leo Johannesen    | Sambandsflokkurin    | Suðurstreymoy  |                                            |
| Kári P. Højgaard      | Sjálvstýrisflokkurin | Eysturoy       |                                            |
| Katrin Dahl Jakobsen  | Javnaðarflokkurin    | Suðurstreymoy  |                                            |
| Kristian Magnussen    | Javnaðarflokkurin    | Suðurstreymoy  |                                            |
| Kristina Háfoss       | Tjóðveldisflokkurin  | Suðurstreymoy  |                                            |
| Lisbeth L. Petersen   | Sambandsflokkurin    | Suðurstreymoy  |                                            |
| Niklái Petersen       | Tjóðveldisflokkurin  | Norðurstreymoy |                                            |
| Marjus Dam            | Sambandsflokkurin    | Vágar          |                                            |
| Óli Breckmann         | Fólkaflokkurin       | Suðurstreymoy  |                                            |
| Páll á Reynatúgvu     | Tjóðveldisflokkurin  | Sandoy         | Minister i 2002–2003. Rúni Hentze mødte    |
| Tórbjørn Jacobsen     | Tjóðveldisflokkurin  | Eysturoy       |                                            |
| Vilhelm Johannesen    | Javnaðarflokkurin    | Norðoyar       |                                            |

## Eksterne links
- Valgresultat 2002 fra Útvarp Føroya

| Portal | Portal:Færøerne |